# Nationale Galerie van Finland
De Nationale Galerie van Finland (Fins:Suomen Kansallisgalleria, Zweeds: Finlands nationalgalleri) is een stichting in Finland die meerdere kunstmusea in Helsinki beheert.

## Musea
- Ateneum - Het oudste kunstmuseum van Finland. De vaste collectie omvat vooral kunst van eind 19e en begin 20e eeuw, waaronder Finse neoromantische schilders zoals Akseli Gallen-Kallela, Eero Järnefelt en Albert Edelfelt.
- Kiasma - Een museum voor hedendaagse en moderne kunst.
- Kunstmuseum Sinebrychoff - Een museum gebaseerd op de kunstcollectie van de familie Sinebrychoff. De collectie omvat vooral oude Europese meesters.